# Persone di nome Karin
| Questa pagina contiene informazioni ricavate automaticamente dalle voci biografiche con l'ausilio del template Bio e di un bot. L'aggiornamento è periodico e automatico e ricostruisce completamente la pagina. Se manca una persona in questa lista, sei pregato di non aggiungerla, ma accertati piuttosto che la sua voce biografica contenga il template Bio e che i dati anagrafici siano correttamente compilati. Se il template Bio manca, inseriscilo tu stesso o, in alternativa, metti l'avviso {{tmp\|Bio}} che ne segnala la mancanza. Se i dati riportati sono sbagliati, correggi direttamente la voce biografica; le modifiche saranno visibili in questa lista entro pochi giorni. Per chiarimenti vedi il progetto antroponimi. La lista contiene solo le 103 persone che sono citate nell'enciclopedia e per le quali è stato implementato correttamente il template Bio. Pagina aggiornata al 16 ott 2024. |

Questa è una lista di persone presenti nell'enciclopedia che hanno il prenome Karin, suddivise per attività principale.

## Allenatrici di tennis(1)
- Karin Knapp, allenatrice di tennis e ex tennista italiana (Brunico, n. 1987)

## Artiste(1)
- Karin Bergöö Larsson, artista e designer svedese (Örebro, n. 1859 - Södermanland, † 1928)

## Attrici(12)
- Karin Anselm, attrice e doppiatrice tedesca (Amburgo, n. 1940)
- Karin Baal, attrice tedesca (Berlino, n. 1940)
- Karin Booth, attrice statunitense (Minneapolis, n. 1916 - Jupiter, † 2003)
- Karin Dor, attrice tedesca (Wiesbaden, n. 1938 - Monaco di Baviera, † 2017)
- Karin Giegerich, attrice e doppiatrice tedesca (Sorengo, n. 1963)
- Karin Hardt, attrice tedesca (Altona, n. 1910 - Berlino Ovest, † 1992)
- Karin Konoval, attrice statunitense (Baltimora, n. 1961)
- Inger Nilsson, attrice e cantante svedese (Kisa, n. 1959)
- Karin Proia, attrice, regista e sceneggiatrice italiana (Latina, n. 1974)
- Karin Ugowski, attrice tedesca (Berlino, n. 1943)
- Karin Viard, attrice francese (Rouen, n. 1966)
- Karin Well, attrice e modella italiana (Roma, n. 1954)

## Attrici pornografiche(1)
- Karin Schubert, ex attrice pornografica tedesca (Amburgo, n. 1944)

## Biatlete(1)
- Karin Oberhofer, ex biatleta italiana (Bressanone, n. 1985)

## Calciatrici(4)
- Karin Czeczka, calciatrice italiana (Luino, n. 1991)
- Karin Lundin, calciatrice svedese (n. 1994)
- Karin Mantoani, calciatrice italiana (n. 1994)
- Karin Previtali, calciatrice italiana (n. 1986)

## Canottiere(1)
- Karin Metze, ex canottiera tedesca (n. 1956)

## Cantanti(5)
- Karin Kortje, cantante sudafricana (Città del Capo, n. 1980)
- Karin Mensah, cantante capoverdiana (Dakar, n. 1965)
- Karin Park, cantante svedese (Djura, n. 1978)
- Fever Ray, cantante svedese (Göteborg, n. 1975)
- Karin Stanek, cantante polacca (Bytom, n. 1943 - Wolfenbüttel, † 2011)

## Ceramiste(1)
- Karin Putsch-Grassi, ceramista tedesca (Wuppertal, n. 1960)

## Cestiste(6)
- Karin Aichhorn, ex cestista austriaca (Salisburgo, n. 1950)
- Karin Angermeyer, ex cestista tedesca (Nördlingen, n. 1955)
- Karin Junek, ex cestista peruviana (Oxapampa, n. 1955)
- Karin Laukkannen, ex cestista svedese (Hofors, n. 1962)
- Karin Lustgart, ex cestista tedesca (Buttstädt, n. 1952)
- Karin Maar, ex cestista australiana (Melbourne, n. 1953)

## Chimiche(1)
- Karin Aurivillius, chimica e cristallografa svedese (n. 1920 - † 1982)

## Chitarriste(1)
- Karin Schaupp, chitarrista tedesca (Hofheim am Taunus, n. 1972)

## Cicliste su strada(1)
- Karin Thürig, ex ciclista su strada e ex triatleta svizzera (Rothenburg, n. 1972)

## Conduttrici televisive(1)
- Gun Hägglund, conduttrice televisiva e giornalista svedese (Örnsköldsvik, n. 1932 - Visby, † 2011)

## Danzatrici(1)
- Karin von Aroldingen, ballerina tedesca (Greiz, n. 1941 - New York, † 2018)

## Discobole(1)
- Karin Illgen, ex discobola tedesca (Greifswald, n. 1941)

## Economiste(1)
- Elisabeth Svantesson, economista e politica svedese (Lycksele, n. 1967)

## Fondiste(8)
- Karin Ersson, ex fondista svedese (n. 1969)
- Anette Fanqvist, ex fondista svedese (Ånge, n. 1969)
- Karin Gustavsson, ex fondista svedese
- Karin Jäger, ex fondista tedesca occidentale (Korbach, n. 1961)
- Marie Johansson, ex fondista svedese (Rättvik, n. 1963)
- Karin Lamberg-Skog, ex fondista svedese (Uppsala, n. 1961)
- Karin Moroder, ex fondista italiana (Bolzano, n. 1974)
- Karin Thomas, ex fondista svizzera (Brusio, n. 1961)

## Ginnaste(2)
- Karin Janz, ex ginnasta e medico tedesca (Lübben, n. 1952)
- Karin Lindberg, ginnasta svedese (Kalix, n. 1929 - Örebro, † 2020)

## Giocatrici di curling(1)
- Elisabet Gustafson, giocatrice di curling svedese (Umeå, n. 1964)

## Giornaliste(1)
- Linn Ullmann, giornalista e scrittrice norvegese (Oslo, n. 1966)

## Lunghiste(2)
- Karin Hänel, ex lunghista tedesca (n. 1957)
- Karin Melis Mey, lunghista sudafricana (n. 1983)

## Mezzofondiste(1)
- Karin Krebs, ex mezzofondista tedesca (Gumbinnen, n. 1943)

## Modelle(4)
- Karin Laasmae, modella estone (Estonia, n. 1980)
- Karin Ontiveros, modella messicana (Amatitán, n. 1988)
- Victoria Silvstedt, modella, attrice e cantante svedese (Skellefteå, n. 1974)
- Karin Zorn, modella austriaca

## Multipliste(3)
- Karin Ertl, ex multiplista tedesca (Immenstadt im Allgäu, n. 1974)
- Karin Periginelli, ex multiplista italiana (n. 1970)
- Karin Ruckstuhl, ex multiplista olandese (n. 1980)

## Nuotatrici(5)
- Karin Brienesse, ex nuotatrice olandese (Breda, n. 1969)
- Barbro Eriksson, ex nuotatrice svedese (Zurigo, n. 1943)
- Karin Larsson, nuotatrice svedese (Malmö, n. 1941 - † 2019)
- Karin Neugebauer, ex nuotatrice tedesca orientale (Lipsia, n. 1955)
- Karin Seick, ex nuotatrice tedesca occidentale (Wisen, n. 1961)

## Ostacoliste(1)
- Karin Balzer, ostacolista tedesca (Magdeburgo, n. 1938 - † 2019)

## Pallamaniste(1)
- Karin Mortensen, ex pallamanista danese (Horsens, n. 1977)

## Pattinatrici artistiche su ghiaccio(1)
- Karin Telser, ex pattinatrice artistica su ghiaccio italiana (Cermes, n. 1966)

## Pattinatrici di velocità su ghiaccio(1)
- Karin Enke, ex pattinatrice di velocità su ghiaccio tedesca (Dresda, n. 1961)

## Politiche(6)
- Karin Kadenbach, politica austriaca (Vienna, n. 1958)
- Karin Keller-Sutter, politica svizzera (Uzwil, n. 1963)
- Karin Kneissl, politica austriaca (Vienna, n. 1965)
- Kajsa Ollongren, politica olandese (Leida, n. 1967)
- Karin Stoltenberg, politica e biologa norvegese (n. 1931 - † 2012)
- Karin Söder, politica svedese (Kil, n. 1928 - Täby, † 2015)

## Schermitrici(1)
- Karin Rutz, ex schermitrice tedesca (Offenburg, n. 1948)

## Sciatrici alpine(13)
- Karin Aspelin, ex sciatrice alpina svedese
- Karin Blaser, ex sciatrice alpina austriaca (Langenwang, n. 1979)
- Karin Buder, ex sciatrice alpina austriaca (Sankt Gallen, n. 1964)
- Karin Dedler, ex sciatrice alpina tedesca (Dietmannsried, n. 1963)
- Karin Fasel, sciatrice alpina svizzera
- Karin Hackl, ex sciatrice alpina e sciatrice freestyle austriaca (Admont, n. 1989)
- Karin Hess, ex sciatrice alpina svizzera (n. 1983)
- Karin Huttary, ex sciatrice alpina e sciatrice freestyle svedese (Innsbruck, n. 1977)
- Karin Köllerer, ex sciatrice alpina austriaca (n. 1970)
- Karin Lambrigger, ex sciatrice alpina svizzera (n. 1972)
- Karin Roten, ex sciatrice alpina svizzera (Leukerbad, n. 1976)
- Karin Sundberg, ex sciatrice alpina svedese (n. 1959)
- Karin Truppe, ex sciatrice alpina austriaca (n. 1978)

## Scrittrici(6)
- Karin Alvtegen, scrittrice e sceneggiatrice svedese (Huskvarna, n. 1965)
- Karin Boye, scrittrice, poetessa e critica letteraria svedese (Göteborg, n. 1900 - Alingsås, † 1941)
- Karin Fossum, scrittrice norvegese (Sandefjord, n. 1954)
- Karin Lowachee, scrittrice e autrice di fantascienza canadese
- Karin Michaëlis, scrittrice e giornalista danese (Randers, n. 1872 - Copenaghen, † 1950)
- Karin Slaughter, scrittrice statunitense (n. 1971)

## Slittiniste(1)
- Karin Endsjø, ex slittinista norvegese (n. 1942)

## Sovrane(1)
- Karin Månsdotter, regina svedese (Stoccolma, n. 1550 - Kangasala, † 1612)

## Tenniste(1)
- Karin Kschwendt, ex tennista austriaca (Sorengo, n. 1968)

## Traduttrici(1)
- Karin de Laval, traduttrice svedese (Vimmerby, n. 1894 - Karlavägen, † 1973)

## Velociste(1)
- Karin Wallgren-Lundgren, ex velocista svedese (Göteborg, n. 1944)

## Senza attività specificata(1)
- Karin Hansdotter,  svedese (n. 1539 - Närke, † 1596)